# Руте
Руте (на испански: Rute) е населено място и община в Испания. Намира се в провинция Кордоба, в състава на автономната област Андалусия. Общината влиза в състава на района (комарка) Суббетика. Заема площ от 131 km². Населението му е 10 563 души (по преброяване от 2010 г.). Разстоянието до административния център на провинцията е 94 km.

## Демография
| 1996   | 1998   | 1999   | 2000 | 2001 | 2002   | 2003 | 2004 | 2005   | 2006   |
| ------ | ------ | ------ | ---- | ---- | ------ | ---- | ---- | ------ | ------ |
| 10 047 | 10 083 | 10 083 | 9923 | 9862 | 10 045 | 9970 | 9960 | 10 143 | 10 309 |